# 江戸通政
江戸 通政（えど みちまさ）は、戦国時代の武将。常陸江戸氏8代当主。常陸国水戸城主。

## 出自
常陸江戸氏は常陸の国人。藤原北家魚名流とされる藤原秀郷の後裔・川野辺氏の支流である那珂氏の傍流。

## 略歴
天文7年（1538年）、江戸忠通の子として誕生。
弘治2年（1556年）、芳賀高定の要請を受け父・忠通や足利義氏、佐竹義昭らと共に、壬生綱雄に宇都宮城を追放された宇都宮広綱が宇都宮城に復帰する際、援軍として参加している。
しかし、通政は生まれつきの病弱で、父・忠通も手を尽くしたものの回復の見込みが無かった。そこでやむなく廃嫡して孫・重通を後継者とするが、永禄7年（1564年）に父・忠通が急死し、重通も僅か9歳であったために重通の元服までという条件で通政が当主となった。
永禄9年（1566年）、上杉謙信と佐竹義重の意見が対立した際にその仲裁を行っているが、翌永禄10年（1567年）、死去。享年30。その治世は僅か3年であった。